# Erzengel (Berg)
Erzengel ist ein Gemeindeteil der Gemeinde Berg im Landkreis Hof (Oberfranken, Bayern).

## Geographie
Die als Ferienhof genutzte Einöde Erzengel befindet sich westlich des Gemeindeteils Bruck und westlich der Staatsstraße 2692 mitten in der naturnahen Feldmark von Bruck. Natur und Landschaft im Übergang vom Frankenwald zum Fichtelgebirge treffen dort zusammen.